# 19. ústřední výbor Komunistické strany Číny
19. ústřední výbor Komunistické strany Číny (čínsky pchin-jinem zhōngguó gòngchǎndǎng dì shíjiǔ jiè zhōngyāng wěiyuánhuì, znaky zjednodušené 中国共产党第十九届中央委员会) je ústřední výbor Komunistické strany Číny zvolený na XIX. sjezdu KS Číny v říjnu 2017. Celkem bylo zvoleno 204 řádných členů a 172 kandidátů. Předcházel mu 18. ústřední výbor Komunistické strany Číny a jeho funkční období trvá do XX. sjezdu v roce 2022.
Na prvním zasedání bylo zvoleno 19. politbyro ústředního výboru KS Číny a jeho stálý výbor, sekretariát ústředního výboru a bylo schváleno složení stálého výboru Ústřední komise pro kontrolu disciplíny.

## Plenární zasedání
| Zasedání             | Konáno ve dnech       | Doba  | Shrnutí |
| -------------------- | --------------------- | ----- | --- |
| 1. plenární zasedání | 25. října 2017        | 1 den | Si Ťin-pching byl zvolen generálním tajemníkem a předsedou Ústřední vojenské komise. Zvoleno bylo 25členné politbyro, 7členný stálý výbor politbyra a sedm členů sekretariátu s Wang Chu-ningem jako výkonným (prvním) tajemníkem. Plénum schválilo složení stálého výboru Ústřední komise pro kontrolu disciplíny, zvoleného na 1. plenárním zasedání ÚKKD, dále volbu Čao Le-ťiho tajemníkem ÚKKD, a volbu generálního sekretáře ÚKKD a několika zástupců tajemníka. |
| 2. plenární zasedání | 18.–19. ledna 2018    | 2 dny | Bylo rozhodnuto o revizi ústavy Čínské lidové republiky tak, aby zahrnovala Si Ťin-pchingovo myšlení, posílenou vedoucí úlohu strany a restrukturalizaci národního kontrolního systému. |
| 3. plenární zasedání | 26.–28. února 2018    | 3 dny | Navržena rozhodnutí a seznamy kandidátů na nejvyšší státní funkce, které byly předloženy na 1. zasedání 13. Všečínského shromáždění lidových zástupců a 13. Čínského lidového politického poradního shromáždění v březnu 2018. |
| 4. plenární zasedání | 28.–31. října 2019    | 4 dny | Bylo schváleno „Rozhodnutí o podpoře a zdokonalování socialismu s čínskými rysy a pokroku v modernizaci systému vládnutí a schopnosti vládnout“. Bylo potvrzeno vyloučení Liou Š’-jüho z ústředního výboru a jeho dvouletý podmíněný trest. Ma Čeng-wu a Ma Wej-ming se stali řádnými členy ústředního výboru. |
| 5. plenární zasedání | 26.–29. října 2020    | 4 dny | Byl přijat 14. pětiletý plán národního hospodářského a sociálního rozvoje (2021–2025) a „Dlouhodobé cíle do roku 2035“. |
| 6. plenární zasedání | 8.–11. listopadu 2021 | 4 dny | Byla přijata „Rezoluce ÚV k velkým úspěchům a historickým zkušenostem stoletého stranického úsilí“ |

## Členové

### Řádní členové
| Jméno               | Nar. | Znaky             | 18. ÚV   | Indikátory | Indikátory | Indikátory | Indikátory | Vnitřní organizace | Vnitřní organizace | Vnitřní organizace | Vnitřní organizace | 19. ÚKKD |
| Jméno               | Nar. | Znaky             | 18. ÚV   | Národnost  | Pohlaví    | Armáda     | Další      | 19. SVP            | 19. POL            | 19. SEK            | 19. ÚVK            | 19. SV   |
| ------------------- | ---- | ----------------- | -------- | ---------- | ---------- | ---------- | ---------- | ------------------ | ------------------ | ------------------ | ------------------ | -------- |
| I Siao-kuang        | 1958 | 乙晓光            | kandidát | Chan       | muž        | genplk.    | —          | —                  | —                  | —                  | —                  | —        |
| Ting Laj-chang      | 1957 | 丁来杭            | nový     | Chan       | muž        | genplk.    | —          | —                  | —                  | —                  | —                  | —        |
| Ting Süe-tung       | 1960 | 丁学东            | nový     | Chan       | muž        | —          | —          | —                  | —                  | —                  | —                  | —        |
| Ting Süe-siang      | 1962 | 丁薛祥            | kandidát | Chan       | muž        | —          | —          | —                  | člen               | člen               | —                  | —        |
| Jü Wej-kuo          | 1955 | 于伟国            | kandidát | Chan       | muž        | —          | —          | —                  | —                  | —                  | —                  | —        |
| Jü Čung-fu          | 1956 | 于忠福            | nový     | Chan       | muž        | genplk.    | —          | —                  | —                  | —                  | —                  | —        |
| Wan Li-ťün          | 1957 | 万立骏            | kandidát | Chan       | muž        | —          | —          | —                  | —                  | —                  | —                  | —        |
| Si Ťin-pching       | 1953 | 习近平            | bývalý   | Chan       | muž        | —          | —          | gen. taj.          | gen. taj.          | —                  | předseda           | —        |
| Ma Piao             | 1954 | 马飚              | bývalý   | Čuang      | muž        | —          | —          | —                  | —                  | —                  | —                  | —        |
| Ma Sing-žuej        | 1959 | 马兴瑞            | bývalý   | Chan       | muž        | —          | —          | —                  | —                  | —                  | —                  | —        |
| Wang Ning           | 1955 | 王宁              | kandidát | Chan       | muž        | genplk.    | —          | —                  | —                  | —                  | —                  | —        |
| Wang Ťün            | 1958 | 王军              | kandidát | Chan       | muž        | —          | —          | —                  | —                  | —                  | —                  | —        |
| Wang Jung           | 1955 | 王勇              | bývalý   | Chan       | muž        | —          | —          | —                  | —                  | —                  | —                  | —        |
| Wang Čchen          | 1950 | 王晨              | bývalý   | Chan       | muž        | —          | —          | —                  | člen               | —                  | —                  | —        |
| Wang I              | 1953 | 王毅              | bývalý   | Chan       | muž        | —          | —          | —                  | —                  | —                  | —                  | —        |
| Wang Siao-chung     | 1957 | 王小洪            | nový     | Chan       | muž        | —          | —          | —                  | —                  | —                  | —                  | —        |
| Wang Jü-pchu        | 1956 | 王玉普            | bývalý   | Chan       | muž        | —          | zemřel     | —                  | —                  | —                  | —                  | —        |
| Wang Čeng-wej       | 1957 | 王正伟            | bývalý   | Chuej      | muž        | —          | —          | —                  | —                  | —                  | —                  | —        |
| Wang Tung-ming      | 1956 | 王东明            | bývalý   | Chan       | muž        | —          | —          | —                  | —                  | —                  | —                  | —        |
| Wang Tung-feng      | 1958 | 王东峰            | nový     | Chan       | muž        | —          | —          | —                  | —                  | —                  | —                  | —        |
| Wang Er-čcheng      | 1955 | 王尔乘            | nový     | Chan       | muž        | —          | —          | —                  | —                  | —                  | —                  | —        |
| Wang Č'-min         | 1957 | 王志民            | nový     | Chan       | muž        | —          | —          | —                  | —                  | —                  | —                  | —        |
| Wang Č'-kang        | 1958 | 王志刚            | bývalý   | Chan       | muž        | —          | —          | —                  | —                  | —                  | —                  | —        |
| Wang Chu-ning       | 1955 | 王沪宁            | bývalý   | Chan       | muž        | —          | —          | člen               | člen               | člen               | —                  | —        |
| Wang Kuo-šeng       | 1956 | 王国生            | bývalý   | Chan       | muž        | —          | —          | —                  | —                  | —                  | —                  | —        |
| Wang Ťien-ťün       | 1958 | 王建军            | bývalý   | Chan       | muž        | —          | —          | —                  | —                  | —                  | —                  | —        |
| Wang Ťien-wu        | 1958 | 王建武            | nový     | Chan       | muž        | genpor.    | —          | —                  | —                  | —                  | —                  | —        |
| Wang Siao-tung      | 1960 | 王晓东            | nový     | Chan       | muž        | —          | —          | —                  | —                  | —                  | —                  | —        |
| Wang Siao-chuej     | 1962 | 王晓晖            | nový     | Chan       | muž        | —          | —          | —                  | —                  | —                  | —                  | —        |
| Wang Ťia-šeng       | 1955 | 王家胜            | nový     | Chan       | muž        | genplk.    | —          | —                  | —                  | —                  | —                  | —        |
| Wang Meng-chuej     | 1960 | 王蒙徽            | nový     | Chan       | muž        | —          | —          | —                  | —                  | —                  | —                  | —        |
| Jou Čchüan          | 1954 | 尤权              | bývalý   | Chan       | muž        | —          | —          | —                  | —                  | člen               | —                  | —        |
| Čche Ťün            | 1955 | 车俊              | bývalý   | Chan       | muž        | —          | —          | —                  | —                  | —                  | —                  | —        |
| Jin Li              | 1962 | 尹力              | kandidát | Chan       | muž        | —          | —          | —                  | —                  | —                  | —                  | —        |
| Bajančulű           | 1955 | 巴音朝鲁          | nový     | Mongol     | muž        | —          | —          | —                  | —                  | —                  | —                  | —        |
| Bagatur             | 1955 | 巴特尔            | bývalý   | Mongol     | muž        | —          | —          | —                  | —                  | —                  | —                  | —        |
| Arken Imirbaki      | 1953 | 艾力更·依明巴海   | nový     | Ujgur      | muž        | —          | —          | —                  | —                  | —                  | —                  | —        |
| Š' Tchaj-feng       | 1956 | 石泰峰            | kandidát | Chan       | muž        | —          | —          | —                  | —                  | —                  | —                  | —        |
| Pu Siao-lin         | 1958 | 布小林            | nový     | Mongolka   | žena       | —          | —          | —                  | —                  | —                  | —                  | —        |
| Lu Čan-kung         | 1952 | 卢展工            | bývalý   | Chan       | muž        | —          | —          | —                  | —                  | —                  | —                  | —        |
| Paj Čchun-li        | 1953 | 白春礼            | bývalý   | Mandžu     | muž        | —          | —          | —                  | —                  | —                  | —                  | —        |
| Ťi Ping-süan        | 1951 | 吉炳轩            | bývalý   | Chan       | muž        | —          | —          | —                  | —                  | —                  | —                  | —        |
| Pi Ťing-čchüan      | 1955 | 毕井泉            | nový     | Chan       | muž        | —          | —          | —                  | —                  | —                  | —                  | —        |
| Čchü Čching-šan     | 1957 | 曲青山            | nový     | Chan       | muž        | —          | —          | —                  | —                  | —                  | —                  | —        |
| Ču Šeng-ling        | 1957 | 朱生岭            | nový     | Chan       | muž        | genplk.    | —          | —                  | —                  | —                  | —                  | —        |
| Liou Čchi           | 1957 | 刘奇              | nový     | Chan       | muž        | —          | —          | —                  | —                  | —                  | —                  | —        |
| Liou Lej            | 1957 | 刘雷              | nový     | Chan       | muž        | genplk.    | —          | —                  | —                  | —                  | —                  | —        |
| Liou Che            | 1952 | 刘鹤              | bývalý   | Chan       | muž        | —          | —          | —                  | člen               | —                  | —                  | —        |
| Liou Š'-jü          | 1961 | 刘士余            | bývalý   | Chan       | muž        | —          | vyšetřován | —                  | —                  | —                  | —                  | —        |
| Liou Wan-lung       | 1962 | 刘万龙            | bývalý   | Chan       | muž        | genpor.    | —          | —                  | —                  | —                  | —                  | —        |
| Liou Čchi-pao       | 1953 | 刘奇葆            | bývalý   | Chan       | muž        | —          | —          | —                  | —                  | —                  | —                  | —        |
| Liou Kuo-čung       | 1962 | 刘国中            | nový     | Chan       | muž        | —          | —          | —                  | —                  | —                  | —                  | —        |
| Liou Kuo-č'         | 1960 | 刘国治            | nový     | Chan       | muž        | genpor.    | —          | —                  | —                  | —                  | —                  | —        |
| Liou Ťin-kuo        | 1955 | 刘金国            | nový     | Chan       | muž        | —          | —          | —                  | —                  | —                  | —                  | člen     |
| Liou Ťie-i          | 1957 | 刘结一            | nový     | Chan       | muž        | —          | —          | —                  | —                  | —                  | —                  | —        |
| Liou Čen-li         | 1964 | 刘振立            | nový     | Chan       | muž        | genplk.    | —          | —                  | —                  | —                  | —                  | —        |
| Liou Ťia-i          | 1955 | 刘家义            | bývalý   | Chan       | muž        | —          | —          | —                  | —                  | —                  | —                  | —        |
| Liou Cch'-kuej      | 1955 | 刘赐贵            | nový     | Chan       | muž        | —          | —          | —                  | —                  | —                  | —                  | —        |
| Liou Jüe-ťün        | 1954 | 刘粤军            | bývalý   | Chan       | muž        | genplk.    | —          | —                  | —                  | —                  | —                  | —        |
| Čhe Danlha          | 1958 | 齐扎拉            | nový     | Tibeťan    | muž        | —          | —          | —                  | —                  | —                  | —                  | —        |
| An Čao-čching       | 1957 | 安兆庆            | nový     | Šivejec    | muž        | genplk.    | —          | —                  | —                  | —                  | —                  | —        |
| Sü Čchin            | 1961 | 许勤              | nový     | Chan       | muž        | —          | —          | —                  | —                  | —                  | —                  | —        |
| Sü Jou-šeng         | 1957 | 许又声            | nový     | Chan       | muž        | —          | —          | —                  | —                  | —                  | —                  | —        |
| Sü Ta-če            | 1956 | 许达哲            | bývalý   | Chan       | muž        | —          | —          | —                  | —                  | —                  | —                  | —        |
| Sü Čchi-liang       | 1950 | 许其亮            | bývalý   | Chan       | muž        | genplk.    | —          | —                  | člen               | —                  | místopřed.         | —        |
| Žuan Čcheng-fa      | 1957 | 阮成发            | kandidát | Chan       | muž        | —          | —          | —                  | —                  | —                  | —                  | —        |
| Sun Č'-kang         | 1954 | 孙志刚            | nový     | Chan       | muž        | —          | —          | —                  | —                  | —                  | —                  | —        |
| Sun Ťin-lung        | 1962 | 孙金龙            | kandidát | Chan       | muž        | —          | —          | —                  | —                  | —                  | —                  | —        |
| Sun Šao-čcheng      | 1960 | 孙绍骋            | nový     | Chan       | muž        | —          | —          | —                  | —                  | —                  | —                  | —        |
| Sun Čchun-lan       | 1950 | 孙春兰            | bývalý   | Chan       | žena       | —          | —          | —                  | člen               | —                  | —                  | —        |
| Tu Ťia-chao         | 1955 | 杜家毫            | kandidát | Chan       | muž        | —          | —          | —                  | —                  | —                  | —                  | —        |
| Li I                | 1960 | 李屹              | nový     | Chan       | muž        | —          | —          | —                  | —                  | —                  | —                  | —        |
| Li Si               | 1956 | 李希              | kandidát | Chan       | muž        | —          | —          | —                  | člen               | —                  | —                  | —        |
| Li Pin              | 1954 | 李斌              | kandidát | Chan       | žena       | —          | —          | —                  | —                  | —                  | —                  | —        |
| Li Čchiang          | 1959 | 李强              | bývalý   | Chan       | muž        | —          | —          | —                  | člen               | —                  | —                  | —        |
| Li Kan-ťie          | 1964 | 李干杰            | nový     | Chan       | muž        | —          | —          | —                  | —                  | —                  | —                  | —        |
| Li Siao-pcheng      | 1959 | 李小鹏            | kandidát | Chan       | muž        | —          | —          | —                  | —                  | —                  | —                  | —        |
| Li Feng-piao        | 1959 | 李凤彪            | nový     | Chan       | muž        | genplk.    | —          | —                  | —                  | —                  | —                  | —        |
| Li Jü-fu            | 1954 | 李玉赋            | nový     | Chan       | muž        | —          | —          | —                  | —                  | —                  | —                  | —        |
| Li Čchuan-kuang     | 1954 | 李传广            | nový     | Chan       | muž        | genpor.    | —          | —                  | —                  | —                  | —                  | —        |
| Li Ťi-cheng         | 1957 | 李纪恒            | bývalý   | Chan       | muž        | —          | —          | —                  | —                  | —                  | —                  | —        |
| Li Kche-čchiang     | 1955 | 李克强            | bývalý   | Chan       | muž        | —          | —          | člen               | člen               | —                  | —                  | —        |
| Li Cuo-čcheng       | 1953 | 李作成            | nový     | Chan       | muž        | genplk.    | —          | —                  | —                  | —                  | člen               | —        |
| Li Šang-fu          | 1958 | 李尚福            | nový     | Chan       | muž        | genplk.    | —          | —                  | —                  | —                  | —                  | —        |
| Li Kuo-jing         | 1963 | 李国英            | kandidát | Chan       | muž        | —          | —          | —                  | —                  | —                  | —                  | —        |
| Li Čchiao-ming      | 1961 | 李桥铭            | nový     | Chan       | muž        | genplk.    | —          | —                  | —                  | —                  | —                  | —        |
| Li Siao-chung       | 1959 | 李晓红            | nový     | Chan       | muž        | —          | —          | —                  | —                  | —                  | —                  | —        |
| Li Chung-čung       | 1956 | 李鸿忠            | bývalý   | Chan       | muž        | —          | —          | —                  | člen               | —                  | —                  | —        |
| Li Ťin-pin          | 1958 | 李锦斌            | bývalý   | Chan       | muž        | —          | —          | —                  | —                  | —                  | —                  | —        |
| Jang Süe-ťün        | 1963 | 杨学军            | kandidát | Chan       | muž        | genplk.    | —          | —                  | —                  | —                  | —                  | —        |
| Jang Ťie-čch'       | 1950 | 杨洁篪            | bývalý   | Chan       | muž        | —          | —          | —                  | člen               | —                  | —                  | —        |
| Jang Čen-wu         | 1955 | 杨振武            | nový     | Chan       | muž        | —          | —          | —                  | —                  | —                  | —                  | —        |
| Jang Siao-tu        | 1953 | 杨晓渡            | nový     | Chan       | muž        | —          | —          | —                  | člen               | člen               | —                  | člen     |
| Siao Ťie            | 1957 | 肖捷              | bývalý   | Chan       | muž        | —          | —          | —                  | —                  | —                  | —                  | —        |
| Siao Ja-čching      | 1959 | 肖亚庆            | nový     | Chan       | muž        | —          | —          | —                  | —                  | —                  | —                  | —        |
| Wu Še-čou           | 1958 | 吴社洲            | nový     | Chan       | muž        | genplk.    | —          | —                  | —                  | —                  | —                  | —        |
| Wu Jing-ťie         | 1956 | 吴英杰            | nový     | Chan       | muž        | —          | —          | —                  | —                  | —                  | —                  | —        |
| Wu Čeng-lung        | 1964 | 吴政隆            | kandidát | Chan       | muž        | —          | —          | —                  | —                  | —                  | —                  | —        |
| Čchiou Süe-čchiang  | 1957 | 邱学强            | nový     | Chan       | muž        | —          | —          | —                  | —                  | —                  | —                  | —        |
| Che Pching          | 1957 | 何平              | nový     | Chan       | muž        | genplk.    | —          | —                  | —                  | —                  | —                  | —        |
| Che Li-feng         | 1955 | 何立峰            | kandidát | Chan       | muž        | —          | —          | —                  | —                  | —                  | —                  | —        |
| Jing Jung           | 1957 | 应勇              | nový     | Chan       | muž        | —          | —          | —                  | —                  | —                  | —                  | —        |
| Leng Žung           | 1953 | 冷溶              | bývalý   | Chan       | muž        | —          | —          | —                  | —                  | —                  | —                  | —        |
| Wang Jang           | 1955 | 汪洋              | bývalý   | Chan       | muž        | —          | —          | člen               | člen               | —                  | —                  | —        |
| Wang Jung-čching    | 1959 | 汪永清            | bývalý   | Chan       | muž        | —          | —          | —                  | —                  | —                  | —                  | —        |
| Šen Ťin-lung        | 1956 | 沈金龙            | nový     | Chan       | muž        | admirál    | —          | —                  | —                  | —                  | —                  | —        |
| Šen Siao-ming       | 1963 | 沈晓明            | nový     | Chan       | muž        | —          | —          | —                  | —                  | —                  | —                  | —        |
| Šen Jüe-jüe         | 1957 | 沈跃跃            | bývalý   | Chan       | žena       | —          | —          | —                  | —                  | —                  | —                  | —        |
| Šen Te-jung         | 1954 | 沈德咏            | bývalý   | Chan       | muž        | —          | —          | —                  | —                  | —                  | —                  | —        |
| Chuaj Ťin-pcheng    | 1962 | 怀进鹏            | nový     | Chan       | muž        | —          | —          | —                  | —                  | —                  | —                  | —        |
| Sung Tan            | 1956 | 宋丹              | nový     | Chan       | muž        | genpor.    | —          | —                  | —                  | —                  | —                  | —        |
| Sung Tchao          | 1955 | 宋涛              | nový     | Chan       | muž        | —          | —          | —                  | —                  | —                  | —                  | —        |
| Sung Siou-jen       | 1955 | 宋秀岩            | bývalý   | Chan       | žena       | —          | —          | —                  | —                  | —                  | —                  | —        |
| Čang Ťün            | 1956 | 张军              | nový     | Chan       | muž        | —          | —          | —                  | —                  | —                  | —                  | —        |
| Čang Jou-sia        | 1950 | 张又侠            | bývalý   | Chan       | muž        | genplk.    | —          | —                  | člen               | —                  | místopřed.         | —        |
| Čang Šeng-min       | 1958 | 张升民            | nový     | Chan       | muž        | genplk.    | —          | —                  | —                  | —                  | člen               | člen     |
| Čang Čching-wej     | 1961 | 张庆伟            | bývalý   | Chan       | muž        | —          | —          | —                  | —                  | —                  | —                  | —        |
| Čang Čching-li      | 1951 | 张庆黎            | bývalý   | Chan       | muž        | —          | —          | —                  | —                  | —                  | —                  | —        |
| Čang Ťi-nan         | 1957 | 张纪南            | nový     | Chan       | muž        | —          | —          | —                  | —                  | —                  | —                  | —        |
| Čang Kuo-čching     | 1964 | 张国清            | bývalý   | Chan       | muž        | —          | —          | —                  | —                  | —                  | —                  | —        |
| Čang Čchun-sien     | 1953 | 张春贤            | bývalý   | Chan       | muž        | —          | —          | —                  | —                  | —                  | —                  | —        |
| Čang Siao-ming      | 1963 | 张晓明            | kandidát | Chan       | muž        | —          | —          | —                  | —                  | —                  | —                  | —        |
| Čang I-ťiung        | 1955 | 张裔炯            | bývalý   | Chan       | muž        | —          | —          | —                  | —                  | —                  | —                  | —        |
| Lu Chao             | 1967 | 陆昊              | bývalý   | Chan       | muž        | —          | —          | —                  | —                  | —                  | —                  | —        |
| Čchen Si            | 1953 | 陈希              | bývalý   | Chan       | muž        | —          | —          | —                  | člen               | člen               | —                  | —        |
| Čchen Wu            | 1954 | 陈武              | bývalý   | Čuang      | muž        | —          | —          | —                  | —                  | —                  | —                  | —        |
| Čchen Chao          | 1954 | 陈豪              | nový     | Chan       | muž        | —          | —          | —                  | —                  | —                  | —                  | —        |
| Čchen Wen-čching    | 1960 | 陈文清            | bývalý   | Chan       | muž        | —          | —          | —                  | —                  | —                  | —                  | —        |
| Čchen Ťi-ning       | 1964 | 陈吉宁            | bývalý   | Chan       | muž        | —          | —          | —                  | —                  | —                  | —                  | —        |
| Čchen Čchüan-kuo    | 1955 | 陈全国            | bývalý   | Chan       | muž        | —          | —          | —                  | člen               | —                  | —                  | —        |
| Čchen Čchiou-fa     | 1954 | 陈求发            | bývalý   | Miao       | muž        | —          | —          | —                  | —                  | —                  | —                  | —        |
| Čchen Pao-šeng      | 1956 | 陈宝生            | bývalý   | Chan       | muž        | —          | —          | —                  | —                  | —                  | —                  | —        |
| Čchen Žun-er        | 1957 | 陈润儿            | kandidát | Chan       | muž        | —          | —          | —                  | —                  | —                  | —                  | —        |
| Čchen Min-er        | 1960 | 陈敏尔            | bývalý   | Chan       | muž        | —          | —          | —                  | člen               | —                  | —                  | —        |
| Nurlan Abilmažinuly | 1962 | 努尔兰·阿不都满金 | kandidát | Kazach     | muž        | —          | —          | —                  | —                  | —                  | —                  | —        |
| Miao Wej            | 1955 | 苗圩              | bývalý   | Chan       | muž        | —          | —          | —                  | —                  | —                  | —                  | —        |
| Miao Chua           | 1955 | 苗华              | nový     | Chan       | muž        | admirál    | —          | —                  | —                  | —                  | člen               | —        |
| Kou Čung-wen        | 1957 | 苟仲文            | nový     | Chan       | muž        | —          | —          | —                  | —                  | —                  | —                  | —        |
| Fan Siao-ťün        | 1956 | 范骁骏            | nový     | Chan       | muž        | genplk.    | —          | —                  | —                  | —                  | —                  | —        |
| Lin Tuo             | 1956 | 林铎              | kandidát | Chan       | muž        | —          | —          | —                  | —                  | —                  | —                  | —        |
| Šang Chung          | 1960 | 尚宏              | nový     | Chan       | muž        | genpor.    | —          | —                  | —                  | —                  | —                  | —        |
| Ťin Čuang-lung      | 1964 | 金壮龙            | kandidát | Chan       | muž        | —          | —          | —                  | —                  | —                  | —                  | —        |
| Čou Čchiang         | 1960 | 周强              | nový     | Chan       | muž        | —          | —          | —                  | —                  | —                  | —                  | —        |
| Čou Ja-ning         | 1957 | 周亚宁            | nový     | Chan       | muž        | genplk.    | —          | —                  | —                  | —                  | —                  | —        |
| Čeng Che            | 1958 | 郑和              | nový     | Chan       | muž        | genplk.    | —          | —                  | —                  | —                  | —                  | —        |
| Čeng Wej-pching     | 1955 | 郑卫平            | bývalý   | Chan       | muž        | genplk.    | —          | —                  | —                  | —                  | —                  | —        |
| Čeng Siao-sung      | 1959 | 郑晓松            | bývalý   | Chan       | muž        | —          | zemřel     | —                  | —                  | —                  | —                  | —        |
| Meng Siang-feng     | 1964 | 孟祥锋            | bývalý   | Chan       | muž        | —          | —          | —                  | —                  | —                  | —                  | —        |
| Čao Le-ťi           | 1957 | 赵乐际            | bývalý   | Chan       | muž        | —          | —          | člen               | člen               | —                  | —                  | tajemník |
| Čao Kche-č'         | 1953 | 赵克志            | bývalý   | Chan       | muž        | —          | —          | —                  | —                  | —                  | —                  | —        |
| Čao Cung-čchi       | 1955 | 赵宗岐            | bývalý   | Chan       | muž        | genplk.    | —          | —                  | —                  | —                  | —                  | —        |
| Chao Pcheng         | 1960 | 郝鹏              | bývalý   | Chan       | muž        | —          | —          | —                  | —                  | —                  | —                  | —        |
| Chu Che-pching      | 1962 | 胡和平            | bývalý   | Chan       | muž        | —          | —          | —                  | —                  | —                  | —                  | —        |
| Chu Ce-ťün          | 1955 | 胡泽君            | bývalý   | Chan       | žena       | —          | —          | —                  | —                  | —                  | —                  | —        |
| Chu Čchun-chua      | 1963 | 胡春华            | bývalý   | Chan       | muž        | —          | —          | —                  | člen               | —                  | —                  | —        |
| Sien Chuej          | 1958 | 咸辉              | bývalý   | Chuej      | žena       | —          | —          | —                  | —                  | —                  | —                  | —        |
| Čung Šan            | 1955 | 钟山              | nový     | Chan       | muž        | —          | —          | —                  | —                  | —                  | —                  | —        |
| Sin Čchun-jing      | 1956 | 信春鹰            | nový     | Chan       | žena       | —          | —          | —                  | —                  | —                  | —                  | —        |
| Chou Ťien-kuo       | 1959 | 侯建国            | nový     | Chan       | muž        | —          | —          | —                  | —                  | —                  | —                  | —        |
| Lou Čchin-ťien      | 1956 | 娄勤俭            | kandidát | Chan       | muž        | —          | —          | —                  | —                  | —                  | —                  | —        |
| Lozang Gjalcchän    | 1957 | 洛桑江村          | nový     | Tibeťan    | muž        | —          | —          | —                  | —                  | —                  | —                  | —        |
| Luo Chuej-ning      | 1954 | 骆惠宁            | bývalý   | Chan       | muž        | —          | —          | —                  | —                  | —                  | —                  | —        |
| Čchin Šeng-siang    | 1957 | 秦生祥            | bývalý   | Chan       | muž        | admirál    | —          | —                  | —                  | —                  | —                  | —        |
| Jüan Ťia-ťün        | 1962 | 袁家军            | bývalý   | Chan       | muž        | —          | —          | —                  | —                  | —                  | —                  | —        |
| Jüan Jü-paj         | 1956 | 袁誉柏            | bývalý   | Chan       | muž        | admirál    | —          | —                  | —                  | —                  | —                  | —        |
| Jüan Jü-paj         | 1958 | 袁曙宏            | bývalý   | Chan       | muž        | —          | —          | —                  | —                  | —                  | —                  | —        |
| Nie Čchen-si        | 1957 | 聂辰席            | nový     | Chan       | muž        | —          | —          | —                  | —                  | —                  | —                  | —        |
| Li Čan-šu           | 1950 | 栗战书            | bývalý   | Chan       | muž        | —          | —          | člen               | člen               | —                  | —                  | —        |
| Čchien Siao-čchien  | 1955 | 钱小芊            | nový     | Chan       | muž        | —          | —          | —                  | —                  | —                  | —                  | —        |
| Tchie Ning          | 1957 | 铁凝              | bývalý   | Chan       | žena       | —          | —          | —                  | —                  | —                  | —                  | —        |
| Ni Jüe-feng         | 1964 | 倪岳峰            | kandidát | Chan       | muž        | —          | —          | —                  | —                  | —                  | —                  | —        |
| Sü Lin              | 1963 | 徐麟              | nový     | Chan       | muž        | —          | —          | —                  | —                  | —                  | —                  | —        |
| Sü Le-ťiang         | 1959 | 徐乐江            | kandidát | Chan       | muž        | —          | —          | —                  | —                  | —                  | —                  | —        |
| Sü An-siang         | 1956 | 徐安祥            | bývalý   | Chan       | muž        | genpor.    | —          | —                  | —                  | —                  | —                  | —        |
| Kao Ťin             | 1959 | 高津              | kandidát | Chan       | muž        | genplk.    | —          | —                  | —                  | —                  | —                  | —        |
| Kuo Šeng-kchun      | 1954 | 郭声琨            | bývalý   | Chan       | muž        | —          | —          | —                  | člen               | člen               | —                  | —        |
| Kuo Šu-čching       | 1956 | 郭树清            | bývalý   | Chan       | muž        | —          | —          | —                  | —                  | —                  | —                  | —        |
| Tchang Žen-ťien     | 1962 | 唐仁健            | nový     | Chan       | muž        | —          | —          | —                  | —                  | —                  | —                  | —        |
| Chuang Ming         | 1958 | 黄明              | nový     | Chan       | muž        | —          | —          | —                  | —                  | —                  | —                  | —        |
| Chuang Šou-chung    | 1964 | 黄守宏            | nový     | Chan       | muž        | —          | —          | —                  | —                  | —                  | —                  | —        |
| Chuang Kchun-ming   | 1956 | 黄坤明            | kandidát | Chan       | muž        | —          | —          | —                  | člen               | člen               | —                  | —        |
| Chuang Šu-sien      | 1954 | 黄树贤            | bývalý   | Chan       | muž        | —          | —          | —                  | —                  | —                  | —                  | —        |
| Cchao Ťien-ming     | 1955 | 曹建明            | bývalý   | Chan       | muž        | —          | —          | —                  | —                  | —                  | —                  | —        |
| Kung Čeng           | 1960 | 龚正              | nový     | Chan       | muž        | —          | —          | —                  | —                  | —                  | —                  | —        |
| Šeng Pin            | 1958 | 盛斌              | nový     | Chan       | muž        | genpor.    | —          | —                  | —                  | —                  | —                  | —        |
| Šohrät Zakir        | 1953 | 雪克来提·扎克尔   | nový     | Ujgur      | muž        | —          | —          | —                  | —                  | —                  | —                  | —        |
| E Ťing-pching       | 1956 | 鄂竟平            | kandidát | Chan       | muž        | —          | —          | —                  | —                  | —                  | —                  | —        |
| Lu Sin-še           | 1956 | 鹿心社            | bývalý   | Chan       | muž        | —          | —          | —                  | —                  | —                  | —                  | —        |
| Šen I-čchin         | 1959 | 谌贻琴            | kandidát | Paj        | žena       | —          | —          | —                  | —                  | —                  | —                  | —        |
| Pcheng Čching-chua  | 1957 | 彭清华            | bývalý   | Chan       | muž        | —          | —          | —                  | —                  | —                  | —                  | —        |
| Ťiang Čchao-liang   | 1957 | 蒋超良            | kandidát | Chan       | muž        | —          | —          | —                  | —                  | —                  | —                  | —        |
| Chan Čeng           | 1954 | 韩正              | bývalý   | Chan       | muž        | —          | —          | člen               | člen               | —                  | —                  | —        |
| Chan Wej-kuo        | 1956 | 韩卫国            | nový     | Chan       | muž        | genplk.    | —          | —                  | —                  | —                  | —                  | —        |
| Chan Čchang-fu      | 1954 | 韩长赋            | bývalý   | Chan       | muž        | —          | —          | —                  | —                  | —                  | —                  | —        |
| Fu Čeng-chua        | 1955 | 傅政华            | nový     | Chan       | muž        | —          | —          | —                  | —                  | —                  | —                  | —        |
| Sie Fu-čan          | 1954 | 谢伏瞻            | bývalý   | Chan       | muž        | —          | —          | —                  | —                  | —                  | —                  | —        |
| Lou Jang-šeng       | 1959 | 楼阳生            | nový     | Chan       | muž        | —          | —          | —                  | —                  | —                  | —                  | —        |
| Cchaj Čchi          | 1955 | 蔡奇              | nový     | Chan       | muž        | —          | —          | —                  | člen               | —                  | —                  | —        |
| Cchaj Ming-čao      | 1955 | 蔡名照            | bývalý   | Chan       | muž        | —          | —          | —                  | —                  | —                  | —                  | —        |
| Luo Šu-kang         | 1955 | 雒树刚            | bývalý   | Chan       | muž        | —          | —          | —                  | —                  | —                  | —                  | —        |
| Li Chuo-chuej       | 1963 | 黎火辉            | nový     | Chan       | muž        | genpor.    | —          | —                  | —                  | —                  | —                  | —        |
| Pchan Li-kang       | 1956 | 潘立刚            | nový     | Chan       | muž        | —          | —          | —                  | —                  | —                  | —                  | —        |
| Mu Chung            | 1956 | 穆虹              | nový     | Chan       | muž        | —          | —          | —                  | —                  | —                  | —                  | —        |
| Wej Feng-che        | 1953 | 魏凤和            | bývalý   | Chan       | muž        | genplk.    | —          | —                  | —                  | —                  | člen               | —        |

### Kandidáti
| Pořadí | Jméno               | Nar. | Znaky           | 18. ÚV  | Indikátory | Indikátory | Indikátory | Indikátory |
| Pořadí | Jméno               | Nar. | Znaky           | 18. ÚV  | Národnost  | Pohlaví    | Armáda     | Další      |
| ------ | ------------------- | ---- | --------------- | ------- | ---------- | ---------- | ---------- | ---------- |
| 1      | Ma Čeng-wu          | 1963 | 马正武          | nový    | Chan       | muž        | —          | řádný čl.  |
| 2      | Ma Wej-ming         | 1960 | 马伟明          | bývalý  | Chan       | muž        | genmaj.    | řádný čl.  |
| 3      | Ma Kuo-čchiang      | 1963 | 马国强          | nový    | Chuej      | muž        | —          | —          |
| 4      | Wang Ning           | 1961 | 王宁            | bývalý  | Chan       | muž        | —          | —          |
| 5      | Wang Jung-kchang    | 1963 | 王永康          | nový    | Chan       | muž        | —          | —          |
| 6      | Wang Wej-čung       | 1962 | 王伟中          | nový    | Chan       | muž        | —          | —          |
| 7      | Wang Sü-tung        | 1967 | 王旭东          | nový    | Chan       | muž        | —          | —          |
| 8      | Wang Siou-pin       | 1964 | 王秀斌          | nový    | Chan       | muž        | genmaj.    | —          |
| 9      | Wang Ťün-čeng       | 1963 | 王君正          | nový    | Chan       | muž        | —          | —          |
| 10     | Wang Čchun-ning     | 1963 | 王春宁          | nový    | Chan       | muž        | genpor.    | —          |
| 11     | Feng Ťien-chua      | 1958 | 冯建华          | nový    | Chan       | muž        | genpor.    | —          |
| 12     | Čchü-mu Š'-cha      | 1960 | 曲木史哈        | nový    | I          | muž        | —          | —          |
| 13     | Žen Süe-feng        | 1965 | 任学锋          | bývalý  | Chan       | muž        | —          | zemřel     |
| 14     | Liou Ning           | 1962 | 刘宁            | nový    | Chan       | muž        | —          | —          |
| 15     | Liou Fa-čching      | 1964 | 刘发庆          | nový    | Chan       | muž        | genmaj.    | —          |
| 16     | Liou Siao-kchaj     | 1962 | 刘晓凯          | bývalý  | Miao       | muž        | —          | —          |
| 17     | Jen Ťin-chaj        | 1962 | 严金海          | nový    | Tibeťan    | muž        | —          | —          |
| 18     | Jen Č'-čchan        | 1964 | 严植婵          | nový    | Chan       | žena       | —          | —          |
| 19     | Li Čchün            | 1962 | 李群            | bývalý  | Chan       | muž        | —          | —          |
| 20     | Li Ťing-chao        | 1961 | 李景浩          | nový    | Korejec    | muž        | —          | —          |
| 21     | Jang Ning           | 1963 | 杨宁            | nový    | Paj        | žena       | —          | —          |
| 22     | Jang Wej            | 1963 | 杨伟            | nový    | Chan       | muž        | —          | —          |
| 23     | Siao Jing-c'        | 1963 | 肖莺子          | nový    | Čuang      | žena       | —          | —          |
| 24     | Wu Čchiang          | 1966 | 吴强            | nový    | Tung       | muž        | —          | —          |
| 25     | Wu Cchun-žung       | 1963 | 吴存荣          | nový    | Chan       | muž        | —          | —          |
| 26     | Wu Ťie-ming         | 1958 | 吴杰明          | nový    | Chan       | muž        | genpor.    | —          |
| 27     | Wu Šeng-chua        | 1966 | 吴胜华          | nový    | Puej       | muž        | —          | —          |
| 28     | Cou Ming            | 1964 | 邹铭            | nový    | Chan       | muž        | —          | —          |
| 29     | Šen Čchun-jao       | 1960 | 沈春耀          | nový    | Chan       | muž        | —          | —          |
| 30     | Sung Kuo-čchüan     | 1960 | 宋国权          | nový    | Chan       | muž        | —          | —          |
| 31     | Čang Kuang-ťün      | 1965 | 张广军          | nový    | Chan       | muž        | —          | —          |
| 32     | Čang Jü-čuo         | 1962 | 张玉卓          | nový    | Chan       | muž        | —          | —          |
| 33     | Čang Č'-fen         | 1966 | 张志芬          | nový    | Chan       | muž        | genmaj.    | —          |
| 34     | Čang Čen-čung       | 1961 | 张振中          | nový    | Chan       | muž        | genpor.    | —          |
| 35     | Čang Ťing-chua      | 1963 | 张敬华          | nový    | Chan       | muž        | —          | —          |
| 36     | Čchen Kang          | 1965 | 陈刚            | bývalý  | Chan       | muž        | —          | —          |
| 37     | Čchen I-sin         | 1959 | 陈一新          | nový    | Chan       | muž        | —          | —          |
| 38     | Čchen Chaj-po       | 1962 | 陈海波          | nový    | Chan       | muž        | —          | —          |
| 39     | Lin Šao-čchun       | 1962 | 林少春          | nový    | Chan       | muž        | —          | —          |
| 40     | Chang I-chung       | 1962 | 杭义洪          | nový    | Chan       | muž        | —          | —          |
| 41     | Ou-jang Siao-pching | 1961 | 欧阳晓平        | nový    | Chan       | muž        | —          | —          |
| 42     | Norbu Döndub        | 1960 | 罗布顿珠        | nový    | Tibeťan    | muž        | —          | —          |
| 43     | Luo Chung-ťiang     | 1962 | 罗红江          | nový    | Taj        | muž        | —          | —          |
| 44     | Luo Čching-jü       | 1963 | 罗清宇          | nový    | Chan       | muž        | —          | —          |
| 45     | Ťin Tung-chan       | 1961 | 金东寒          | bývalý  | Chan       | muž        | —          | —          |
| 46     | Čou Po              | 1962 | 周波            | nový    | Chan       | muž        | —          | —          |
| 47     | Čou Čchi            | 1970 | 周琪            | bývalý  | Chan       | muž        | —          | —          |
| 48     | Čou Naj-siang       | 1961 | 周乃翔          | nový    | Chan       | muž        | —          | —          |
| 49     | Kuan Čching         | 1964 | 官庆            | nový    | Chan       | muž        | —          | zemřel     |
| 50     | Čao Jü-pchej        | 1954 | 赵玉沛          | bývalý  | Chan       | muž        | —          | —          |
| 51     | Čao Aj-ming         | 1961 | 赵爱明          | nový    | Chan       | žena       | —          | —          |
| 52     | Čao Te-ming         | 1963 | 赵德明          | nový    | Jao        | muž        | —          | —          |
| 53     | Chao Pching         | 1959 | 郝平            | nový    | Chan       | muž        | —          | —          |
| 54     | Chu Wen-žung        | 1964 | 胡文容          | nový    | Chan       | muž        | —          | —          |
| 55     | Chu Cheng-chua      | 1963 | 胡衡华          | nový    | Chan       | muž        | —          | —          |
| 56     | Tuan Čchun-chua     | 1959 | 段春华          | bývalý  | Chan       | muž        | —          | —          |
| 57     | Jü Kuang            | 1958 | 禹光            | bývalý  | Chan       | muž        | genpor.    | —          |
| 58     | Ťiang Č'-kang       | 1960 | 姜志刚          | nový    | Chan       | muž        | —          | —          |
| 59     | Che Tung-feng       | 1966 | 贺东风          | nový    | Chan       | muž        | —          | —          |
| 60     | Che Ťün-kche        | 1969 | 贺军科          | nový    | Chan       | muž        | —          | —          |
| 61     | Ťia Jü-mej          | 1963 | 贾玉梅          | nový    | Chan       | žena       | —          | —          |
| 62     | Sü Čung-po          | 1960 | 徐忠波          | nový    | Chan       | muž        | genpor.    | —          |
| 63     | Sü Chaj-žung        | 1964 | 徐海荣          | nový    | Chan       | muž        | —          | —          |
| 64     | Sü Sin-žung         | 1962 | 徐新荣          | nový    | Chan       | muž        | —          | —          |
| 65     | Kao Kuang-pin       | 1963 | 高广滨          | bývalý  | Chan       | muž        | —          | —          |
| 66     | Kuo Tung-ming       | 1959 | 郭东明          | nový    | Chan       | muž        | —          | —          |
| 67     | Tchang I-ťün        | 1961 | 唐一军          | nový    | Chan       | muž        | —          | —          |
| 68     | Tchang Teng-ťie     | 1964 | 唐登杰          | nový    | Chan       | muž        | —          | —          |
| 69     | Chuang Min-čchiang  | 1960 | 黄民强          | nový    | Chan       | muž        | genpor.    | —          |
| 70     | Chuang Kuo-sien     | 1962 | 黄国显          | nový    | Chan       | muž        | genpor.    | —          |
| 71     | Chuang Li-sin       | 1962 | 黄莉新          | bývalý  | Chan       | žena       | —          | —          |
| 72     | Chuang Siao-wej     | 1961 | 黄晓薇          | nový    | Chan       | žena       | —          | —          |
| 73     | Cchao Ťien-kuo      | 1963 | 曹建国          | nový    | Chan       | muž        | —          | —          |
| 74     | Čchang Ting-čchiou  | 1967 | 常丁求          | nový    | Chan       | muž        | genpor.    | —          |
| 75     | Cchuej Jü-čung      | 1964 | 崔玉忠          | nový    | Chan       | muž        | genmaj.    | —          |
| 76     | Ma Čen-ťün          | 1962 | 麻振军          | nový    | Chan       | muž        | genpor.    | —          |
| 77     | Liang Tchien-keng   | 1960 | 梁田庚          | nový    | Chan       | muž        | —          | —          |
| 78     | Kchou Wej           | 1961 | 寇伟            | nový    | Paj        | muž        | —          | —          |
| 79     | Pcheng Ťin-chuej    | 1964 | 彭金辉          | nový    | I          | muž        | —          | —          |
| 80     | Čcheng Lien-jüan    | 1961 | 程连元          | nový    | Chan       | muž        | —          | —          |
| 81     | Fu Sing-kuo         | 1960 | 傅兴国          | nový    | Chan       | muž        | —          | —          |
| 82     | Sie Čchun-tchao     | 1963 | 谢春涛          | nový    | Chan       | muž        | —          | —          |
| 83     | Lan Tchien-li       | 1962 | 蓝天立          | bývalý  | Čuang      | muž        | —          | —          |
| 84     | Cchaj Ťien-ťiang    | 1965 | 蔡剑江          | nový    | Chan       | muž        | —          | —          |
| 85     | Pchej Ťin-ťia       | 1963 | 裴金佳          | nový    | Chan       | muž        | —          | —          |
| 86     | Tchan Cuo-ťün       | 1968 | 谭作钧          | nový    | Chan       | muž        | —          | —          |
| 87     | Taj Chou-liang      | 1963 | 戴厚良          | nový    | Chan       | muž        | —          | —          |
| 88     | Jü Šao-liang        | 1964 | 于绍良          | nový    | Chan       | muž        | —          | —          |
| 89     | Ma Šun-čching       | 1963 | 马顺清          | bývalý  | Chuej      | muž        | —          | —          |
| 90     | Wang Chung          | 1963 | 王宏            | nový    | Chan       | muž        | —          | —          |
| 91     | Wang Čao-li         | 1962 | 王兆力          | nový    | Chan       | muž        | —          | —          |
| 92     | Wang Ťing-čching    | 1958 | 王京清          | nový    | Chan       | muž        | —          | —          |
| 93     | Wang Siao-jün       | 1968 | 王晓云          | nový    | Chan       | žena       | —          | —          |
| 94     | Wang En-tung        | 1966 | 王恩东          | nový    | Chan       | muž        | —          | —          |
| 95     | Fang Siang          | 1959 | 方向            | nový    | Chan       | muž        | genpor.    | —          |
| 96     | Kchung Čchang-šeng  | 1963 | 孔昌生          | nový    | Chan       | muž        | —          | —          |
| 97     | Teng Siao-kang      | 1960 | 邓小刚          | nový    | Chan       | muž        | genmaj.    | —          |
| 98     | Ärkin Tunijaz       | 1961 | 艾尔肯·吐尼亚孜 | nový    | Ujgur      | muž        | —          | —          |
| 99     | Š' Čeng-lu          | 1958 | 石正露          | nový    | Chan       | muž        | genpor.    | —          |
| 100    | Šen Čchang-jü       | 1963 | 申长雨          | nový    | Chan       | muž        | —          | —          |
| 101    | Feng Čeng-lin       | 1957 | 冯正霖          | nový    | Chan       | muž        | —          | —          |
| 102    | Lü Ťün              | 1967 | 吕军            | nový    | Chan       | muž        | —          | —          |
| 103    | Li Ťia              | 1961 | 李佳            | bývalý  | Chan       | muž        | —          | —          |
| 104    | Li Jü-čchao         | 1962 | 李玉超          | nový    | Chan       | muž        | genmaj.    | —          |
| 105    | Li Siao-po          | 1963 | 李晓波          | nový    | Chan       | muž        | —          | —          |
| 106    | Jang Kuang-jüe      | 1961 | 杨光跃          | nový    | Nasi       | muž        | genpor.    | —          |
| 107    | Wu Čao-chuej        | 1966 | 吴朝晖          | nový    | Chan       | muž        | —          | —          |
| 108    | Che Ja-ling         | 1963 | 何雅玲          | nový    | Chan       | žena       | —          | —          |
| 109    | Čang Kung           | 1961 | 张工            | nový    | Chan       | muž        | —          | —          |
| 110    | Čang Ťiang-tching   | 1961 | 张江汀          | nový    | Chan       | muž        | —          | —          |
| 111    | Čang Fu-chaj        | 1964 | 张福海          | nový    | Chan       | muž        | —          | —          |
| 112    | Čchen Sü            | 1963 | 陈旭            | nový    | Chan       | žena       | —          | —          |
| 113    | Čchen S'-čching     | 1960 | 陈四清          | nový    | Chan       | muž        | —          | —          |
| 114    | Fan Žuej-pching     | 1966 | 范锐平          | nový    | Chan       | muž        | —          | —          |
| 115    | I Kang              | 1958 | 易纲            | nový    | Chan       | muž        | —          | —          |
| 116    | I Chuej-man         | 1964 | 易会满          | nový    | Chan       | muž        | —          | —          |
| 117    | I Lien-chung        | 1959 | 易炼红          | nový    | Chan       | muž        | —          | —          |
| 118    | Čao Chuan           | 1963 | 赵欢            | nový    | Chan       | muž        | —          | —          |
| 119    | Čao I-te            | 1965 | 赵一德          | nový    | Chan       | muž        | —          | —          |
| 120    | Čung Teng-chua      | 1963 | 钟登华          | nový    | Chan       | muž        | —          | —          |
| 121    | Sin Čchang-sing     | 1963 | 信长星          | nový    | Chan       | muž        | —          | —          |
| 122    | Š' Siao-lin         | 1969 | 施小琳          | nový    | Chan       | žena       | —          | —          |
| 123    | Čchien Č'-min       | 1960 | 钱智民          | bývalý  | Chan       | muž        | —          | —          |
| 124    | Kuo Ming-i          | 1958 | 郭明义          | bývalý  | Chan       | muž        | —          | —          |
| 125    | Tchang Chua-ťün     | 1960 | 唐华俊          | nový    | Chan       | muž        | —          | —          |
| 126    | Tchang Liang-č'     | 1960 | 唐良智          | nový    | Chan       | muž        | —          | —          |
| 127    | Chuang Č'-sien      | 1956 | 黄志贤          | nový    | Chan       | muž        | —          | —          |
| 128    | Ke Chuej-ťün        | 1963 | 葛慧君          | bývalý  | Chan       | žena       | —          | —          |
| 129    | Ťing Ťün-chaj       | 1960 | 景俊海          | nový    | Chan       | muž        | —          | —          |
| 130    | Čcheng Li-chua      | 1965 | 程丽华          | nový    | Chan       | žena       | —          | —          |
| 131    | Fu C'-jing          | 1957 | 傅自应          | nový    | Chan       | muž        | —          | —          |
| 132    | Ťiao Jen-lung       | 1960 | 焦彦龙          | nový    | Chan       | muž        | —          | —          |
| 133    | Lej Fan-pchej       | 1963 | 雷凡培          | nový    | Chan       | muž        | —          | —          |
| 134    | Šen Chaj-siung      | 1967 | 慎海雄          | nový    | Chan       | muž        | —          | —          |
| 135    | Cchaj Sung-tchao    | 1974 | 蔡松涛          | nový    | Chan       | muž        | —          | —          |
| 136    | Jen Siao-tung       | 1960 | 颜晓东          | nový    | Chan       | muž        | genpor.    | —          |
| 137    | Pchan Kung-šeng     | 1963 | 潘功胜          | nový    | Chan       | muž        | —          | —          |
| 138    | Ma Tching-li        | 1963 | 马廷礼          | nový    | Chuej      | muž        | —          | —          |
| 139    | Wang Chaj           | 1960 | 王海            | nový    | Chan       | muž        | vadm.      | —          |
| 140    | Wang Si             | 1966 | 王曦            | nový    | Chan       | muž        | —          | —          |
| 141    | Wang Jin-fang       | 1962 | 王印芳          | nový    | Chan       | muž        | genmaj.    | —          |
| 142    | Wang Jen-ling       | 1962 | 王艳玲          | nový    | Chan       | žena       | —          | —          |
| 143    | Mao Wan-čchun       | 1961 | 毛万春          | degrad. | Chan       | muž        | —          | —          |
| 144    | Ulan                | 1962 | 乌兰            | bývalý  | Mongol     | žena       | —          | —          |
| 145    | Jin Chung           | 1963 | 尹弘            | nový    | Chan       | muž        | —          | —          |
| 146    | Tchien Kuo-li       | 1960 | 田国立          | nový    | Chan       | muž        | —          | —          |
| 147    | Le Jü-čcheng        | 1963 | 乐玉成          | nový    | Chan       | muž        | —          | —          |
| 148    | Liou Š'-čchüan      | 1963 | 刘石泉          | bývalý  | Chan       | muž        | —          | —          |
| 149    | Sun Ta-wej          | 1963 | 孙大伟          | nový    | Chan       | muž        | —          | —          |
| 150    | Jin Che-ťün         | 1963 | 阴和俊          | nový    | Chan       | muž        | —          | —          |
| 151    | Čchen Čching        | 1960 | 陈青            | nový    | Chan       | žena       | —          | —          |
| 152    | Chu Čchang-šeng     | 1963 | 胡昌升          | nový    | Chan       | muž        | —          | —          |
| 153    | Cchao Šu-min        | 1966 | 曹淑敏          | bývalý  | Chan       | žena       | —          | —          |
| 154    | Miao Ťien-min       | 1965 | 缪建民          | nový    | Chan       | muž        | —          | —          |
| 155    | Wej Kang            | 1960 | 魏钢            | nový    | Chan       | muž        | vadm.      | —          |
| 156    | Wang Ťiung          | 1964 | 王炯            | nový    | Chan       | muž        | —          | —          |
| 157    | Wang Wen-tchao      | 1964 | 王文涛          | bývalý  | Chan       | muž        | —          | —          |
| 158    | Mao Wej-ming        | 1961 | 毛伟明          | nový    | Chan       | muž        | —          | —          |
| 159    | Teng Siao-kang      | 1967 | 邓小刚          | nový    | Chan       | muž        | —          | —          |
| 160    | Žen Chung-pin       | 1963 | 任洪斌          | bývalý  | Chan       | muž        | —          | —          |
| 161    | Li Ťing             | 1962 | 李静            | nový    | Chan       | žena       | —          | —          |
| 162    | Li Jing-chung       | 1963 | 李应红          | nový    | Chan       | muž        | genmaj.    | —          |
| 163    | Wu Siao-kuang       | 1960 | 吴晓光          | nový    | Chan       | muž        | —          | —          |
| 164    | Sung Jü-šuej        | 1966 | 宋鱼水          | nový    | Chan       | žena       | —          | —          |
| 165    | Tchuo Čen           | 1959 | 庹震            | nový    | Chan       | muž        | —          | —          |
| 166    | Pchan Jüe           | 1960 | 潘岳            | nový    | Chan       | muž        | —          | —          |
| 167    | Ting Jie-sien       | 1960 | 丁业现          | nový    | Chan       | muž        | —          | —          |
| 168    | Wang Li-sia         | 1964 | 王莉霞          | nový    | Mongol     | žena       | —          | —          |
| 169    | Ning Ťi-če          | 1956 | 宁吉喆          | nový    | Chan       | muž        | —          | —          |
| 170    | Jang Ťin-čcheng     | 1963 | 杨金成          | nový    | Chan       | muž        | —          | —          |
| 171    | Šu Čching           | 1964 | 舒庆            | nový    | Mandžu     | muž        | —          | —          |
| 172    | Jao Ceng-kche       | 1960 | 姚增科          | nový    | Chan       | muž        | —          | —          |